# غرانت جيبسون
غرانت جيبسون (12 نوفمبر 1948 في نيوزيلندا - ) (بالإنجليزية: Grant Gibson)‏ هو لاعب كريكت نيوزلندي.

## وصلات خارجية
- غرانت جيبسون على موقع إي آس بي آن كريك إنفو (الإنجليزية)